# 常璩
常璩（约291年－約361年），字道將，蜀郡江原小亭乡（今四川成都崇州三江镇）人，东晋史学家。

## 生平
成汉时，官至散骑常侍。東晉桓温攻蜀地，与中书监王嘏等劝李势降晋。桓溫任用常璩等為參軍。

## 家族
江原常氏为蜀郡大姓。其中常勗、常骞、常宽见《华阳国志·后贤志》。
- 常播
- 常勗
- 常骞
- 常宽
- 常竺

## 著作
- 《華陽國志》，為一記述中國西南方風土民情的著作，也是中國最早的地方志之一。
- 《汉之书》十卷，记载成汉割据政权故事，已佚。

## 傳記來源
1. ↑  《晉書·桓溫傳》：溫停蜀三旬，舉賢旌善，偽尚書僕射王誓、中書監王瑜、鎮東將軍鄧定、散騎常侍常璩等，皆蜀之良也，並以為參軍，百姓咸悅。
2. ↑  《华阳国志·蜀志》江原县条：东方常氏为大姓。

- 任乃強《華陽國志校補圖注·前言》